# Ершов, Иван Андреевич
Иван Андреевич Ершов (род. 11 апреля 2005, Череповец, Вологодская область) — российский хоккеист, защитник.

## Биография
Начал заниматься хоккеем в Череповце в возрасте пяти лет. В 2016 году он перешёл в подольский «Витязь», где провёл четыре сезона. В конце 2020 года вернулся в «Северсталь» и в следующем сезоне играл за «Алмаз» в МХЛ и за «Металлург» в НМХЛ. В следующем сезоне провёл 39 матчей за «Алмаз» и два — за «Металлург». В сезоне 2024/25 дебютировал в КХЛ.